# Мелкооптовая торговля

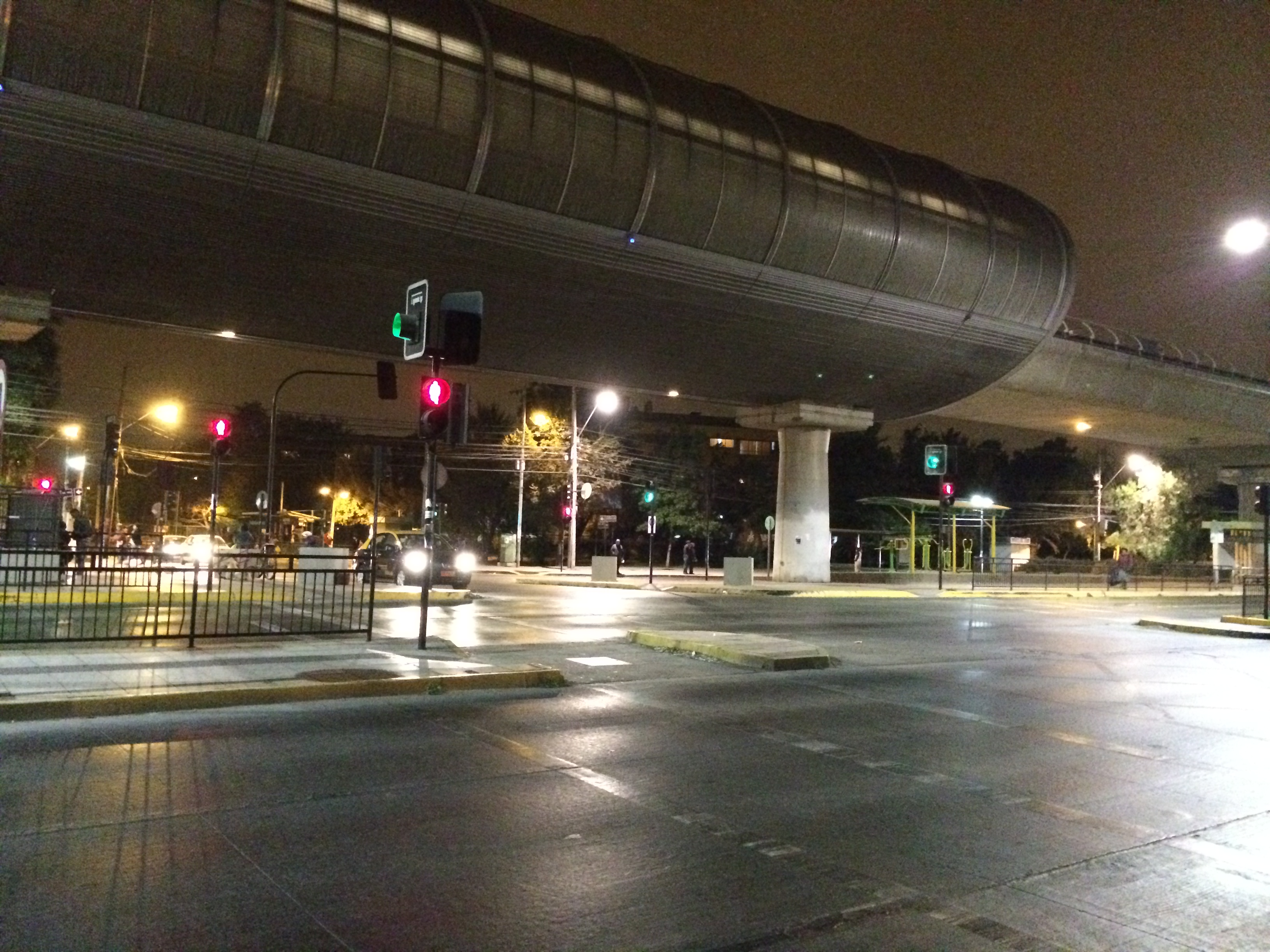
Центр мелкооптовой торговли Metro

Мелкооптовая торговля (по-английски обычно «Cash & Carry», с англ. — «Заплати и уноси») — формат торговли, где количество отпускаемого товара превышает розничное, но ниже оптового. Продажи в таком случае обычно идут по нескольким прейскурантам, в зависимости от объёма покупки. 
Поскольку основными клиентами являются оптовые и мелкооптовые покупатели (частные предприниматели), оформление покупки предполагает оперативное составление бухгалтерских документов, предоставление дополнительных документов на товар в точках продаж.

## История
Изначально философия торговых центров «Сash & Сarry» была разработана в США, однако истинное воплощение этот формат получил в Германии, где в 1964 году профессор Отто Байсхайм основал всемирно известную сегодня компанию METRO Cash & Carry.
В начале XXI века фокус переместился на растущие рынки Восточной Европы, Азии и России. По состоянию на 2017 год, METRO Cash & Carry управляет более чем 750 торговыми центрами в 25 странах мира.
в России
В России первый магазин METRO Cash & Carry открылся в 2000 году. К концу 2017 года в России представлено около 90 торговых центров в более чем 50 регионах.
в США
Обычно магазин формата «Cash & Carry» — это магазин самообслуживания, предоставляющий возможность покупателям приобретать различные товары в розницу и мелким оптом.
Магазины ориентированы на мелкооптовых и оптовых покупателей, приобретающих товары за наличный расчёт. Политика низких цен и постоянное наличие оптовых и мелкооптовых партий товаров позволяет поддерживать высокий товарооборот во всех категориях продукции. Мелкооптовый магазин предоставляет широкий ассортимент как продуктов питания, так и промышленных товаров.